# Momaiu
Momaiu – wieś w Rumunii, w okręgu Aluta, w gminie Tătulești. W 2011 roku liczyła 110 mieszkańców. 